# 1,4-ジオキシン
1,4-ジオキシン(1,4-Dioxin)またはp-ジオキシン(p-dioxin)は、化学式C4H4O2の複素環式非芳香族化合物である。異性体として1,2-ジオキシン（o-ジオキシン）があり、こちらは過酸化物に似た性質のため、非常に不安定である。

## 生成
1,4-ジオキシンは、フランと無水マレイン酸からディールス・アルダー反応と呼ばれる環化付加反応によって生成する。生成された付加物は炭素-炭素二重結合を持ち、エポキシドに変換する。エポキシドは逆ディールス・アルダー反応を経て、1,4-ジオキシンが生成し、同時に無水マレイン酸が再生する。

## 誘導体

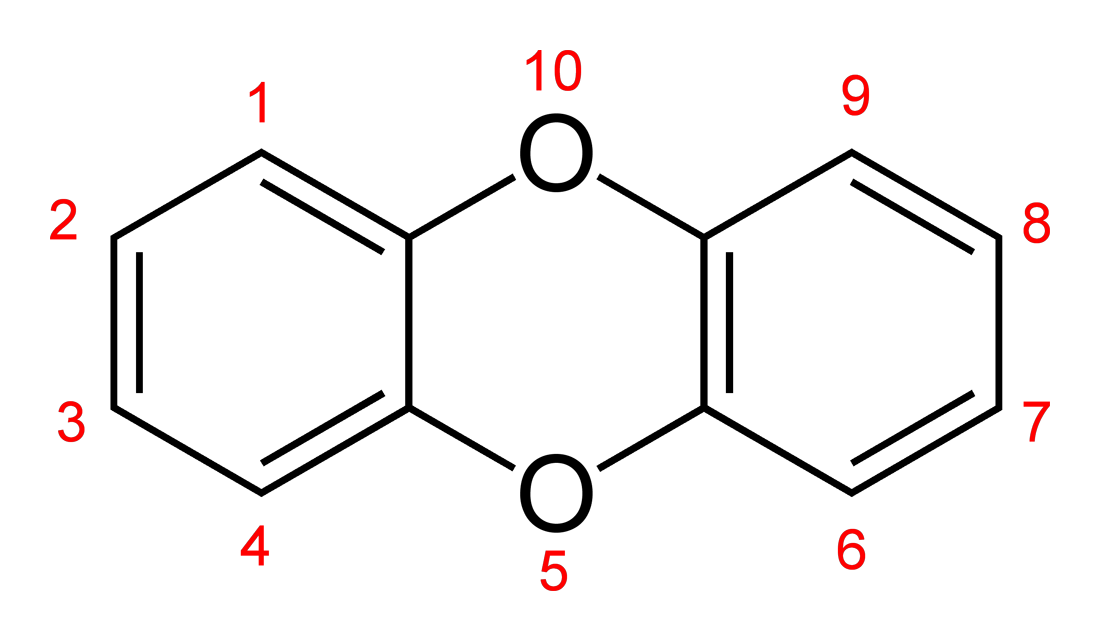
ジベンゾ-1,4-ジオキシンの骨格と置換基の番号

ジオキシン骨格に置換基が付いた化合物も「ジオキシン」と呼ばれる。例えば、ジベンゾ-1,4-ジオキシンは、2つのベンゾ基が1,4-ジオキシン環に付いた化合物である。

### ポリ塩化ジベンゾ-p-ジオキシン
その環境汚染の深刻さから、科学的な文脈でdioxin（ダイオキシン）といった場合、一般的には、ジベンゾ-1,4-ジオキシンの塩化誘導体、より正確にはポリ塩化ジベンゾ-p-ジオキシン(PCDD)を指す。その中でも四塩化誘導体の2,3,7,8-テトラクロロジベンゾ-1,4-ジオキシン(TCDD)が最もよく知られている。PCDDはハロカーボンに分類され、その親油性からヒトや野生動物の体内に生物蓄積し、催奇性、変異原性、発癌性を持つことが知られている。
PCDDは、燃焼、塩素漂白、製造工程等で、熱と塩素の組み合わせにより発生する。塩素は地球環境中に存在するため、火山や森林火災等の自然活動によってもPCDDは生成する。しかしながら、大部分のPCDDは人間活動によって生産されている。
人為的な曝露としては、マラヤ危機の際のイギリス軍やベトナム戦争の際のアメリカ軍によって撒かれたオレンジ剤やセベソ事故、ヴィクトル・ユシチェンコの中毒等が知られている。
ポリ塩化ジベンゾフランはPCDDの関連物質であり、「ダイオキシン」に含められることもある。